# Minecraft Dungeons
Minecraft Dungeons — компьютерная игра в жанре action/RPG, разработанная компаниями Mojang Studios и Double Eleven. В игре есть как многопользовательский, так и однопользовательский режимы. Релиз игры состоялся 26 мая 2020 года на платформах Windows, Xbox One, PlayStation 4, Nintendo Switch. Игра распространяется в трёх изданиях — Standard Edition, Hero Edition и Ultimate Edition, хотя с выходом Ultimate Edition на большинстве платформ перестало распространяться издание Hero Edition.

## Игровой процесс
Игра отличается от Minecraft тем, что в ней нет крафта предметов и возможности ломать или ставить блоки. Игровые действия разворачиваются в трёх мирах (Верхний мир, Нижний мир, Край), там игрок исследует случайно сгенерированные карты, в которых в свою очередь появляются мобы и боссы, также в игре присутствуют небольшие головоломки и поиск сокровищ.
Игрок может использовать любое найденное оружие, артефакты или доспехи.

## Разработка
Minecraft Dungeons разработана компанией Mojang Studios на движке Unreal Engine.
С успехом оригинального Minecraft, Mojang Studios задумалась о других возможностях игры, которые могли бы принести что-то новое во вселенную Minecraft. Экспериментируя с разными идеями, игра изначально предназначалась для одиночной игры в подземелье, вдохновленной серией The Legend of Zelda для Nintendo 3DS. Однако, от многих функции пришлось отказаться, в то время, когда игра стала приобретать явные черты. По словам директора игры Монса Олсена, игра была вдохновлена Diablo и Torchlight, а также Warhammer: End Times — Vermintide и Left 4 Dead.
Одна из основных задач, с которой столкнулась команда разработчиков, заключалась в том, чтобы придумать, как адаптировать игровой процесс в играх по прохождению подземелий, таких как Diablo, в мир Minecraft. Поскольку у персонажей Minecraft не было никаких особых врожденных способностей, пришлось подумать об альтернативах, таким как класс персонажей. Их решение состояло в том, чтобы сосредоточиться на создании оружия и доспехов, которые игрок мог сделать более мощными с помощью чар.
Кроме того, Mojang Studios хотела упростить традиционную игру в подземелье, чтобы сделать игру более доступной. Олсен отметил, что другие игры в жанре «в некоторой степени доступны, но обычно это игры с очень глубокими, взаимосвязанными системами», и что они хотели сделать вход в Minecraft Dungeons «супер легким», но и «мгновенно знакомым». Также было принято решение не разрешать строить или создавать предметы, являющиеся основным продуктом оригинального Minecraft, для того, чтобы сосредоточиться на основном опыте прохождения подземелья. А чтобы дать более опытным игрокам вызов, команда добавила опцию изменять сложность игры .
Minecraft Dungeons была анонсирована 29 сентября 2018 года во время Minecon. Во время E3 2019 был представлен первый геймплейный трейлер. 17 сентября 2019 года было объявлено о переносе игры на консоли. Выпуск игры состоялся 26 мая 2020 года.
27 сентября 2023 года Mojang сообщила о том, что поддержка Minecraft Dungeons завершена, а студия займётся новыми проектами во вселенной игры Minecraft.

## Отзывы
| Сводный рейтинг       | Сводный рейтинг                                    |
| Агрегатор             | Оценка                                             |
| --------------------- | -------------------------------------------------- |
| Metacritic            | (PC) 70/100 (PS4) 78/100 (XONE) 74/100 (NS) 72/100 |
| Иноязычные издания    |                                                    |
| Издание               | Оценка                                             |
| Destructoid           | 8/10                                               |
| Edge                  | 5/10                                               |
| Eurogamer             | N/A                                                |
| Game Informer         | 7/10                                               |
| GameSpot              | 7/10                                               |
| GamesRadar+           | 3,5/5                                              |
| IGN                   | 7/10                                               |
| PCGamesN              | 3,5/5                                              |
| Shacknews             | 7/10                                               |
| The Guardian          | 4/5                                                |
| Русскоязычные издания |                                                    |
| Издание               | Оценка                                             |
| 3DNews                | 6/10                                               |
| GoHa.Ru               | 7/10                                               |
| PlayGround.ru         | 5/10                                               |
| «Игромания»           | [ 43 ]                                             |
| «Игры Mail.ru»        | 7/10                                               |

На Metacritic версия игры для Windows, PlayStation 4 и Xbox One получила смешанные оценки, версия для Nintendo Switch получила в целом положительные оценки критиков.